# ناثانيل كايج
ناثانيل كايج (1917-17 أغسطس 2008) كان عالم نفس تدريسي أسهم بالكثير في الفهم العلمي للتدريس. تصور وكتب أول كتيب بحوث في التدريس (كايج 1963) وقاد مركز ستانفرد لبحوث وتطوير التدريس وشغل منصب رئيس الجمعية الأمريكية لبحوث التدريس. كان كايج أستاذا في جامعة ستانفورد بعد أن انتقل إلى هناك في 1962 من جامعة إلينوي التي قضى فيها أربع عشرة سنة. ولقبه ديبورا ستيبيك، عميد كلية ستانفرد للتعليم، بعملاق بين الباحثين التربويين
أما ديفيد برلينر فلقبه، أستاذ التربية في جامعة أريزونا الحكومية، بأب مجال البحث على التدريس.

## التربية
ولد كايج تحت اسم ناثانيل ليز غيويرتز في يونيان سيتي في نيو جيرسي في 1917. ارتاد جمعة المدينة بنيويورك وجامعة مينيسوتا حيث عمل لدى عالم النفس الشاب سكينر. اقتصرت مهامه هناك على إعداد كريات الطعام لفئران المختبر. تخرج بامتياز في عام 1938 حاملا درجة البكالوريوس في علم النفس، لكنه رفض من قبل عشرة مدارس خريجة قبل دخوله إلى جامعة بيردو. ووفقا لديفيد برلينر، كان السبب وراء رفض العديد من المدارس له معاداته للسامية. لذا غير غيويرتز اسمه العائلي إلى كايج. خلال الحرب العالمية الثانية قضى كايج سنتين في الجيش، حيث طور اختبارات كفاءة لاختيار الملاحين ومراقبي الرادار. حصل كايج عل شهادة دكتوراه الفلسفة في علم النفس من بيردو في 1947.

## مساره الأكاديمي
درس كايج في بيردو لمدة سنة وفي جامعة إلينوي لمدة أربعة عشر سنة. في 1962، أصبح كايج أستاذا في جامعة ستانفورد وهناك بقي حتى وفاته. في 1965، أسس كايج مركز ستانفورد لبحوث وتطوير التدريس (المعروف باسم مركز البحوث التربوية بستانفورد) وذلك بمنحة فدرالية قدرها أربعة ملايين دولار. رغم تقاعده من التدريس بقي كايج يذهب للعمل يوميا.
ألف كايج كتيب البحوث في التدريس (بالإنجليزية: Handbook of Research on Teaching)‏ في (1963) وكتب الأساس العلمي لفن التعليم (بالإنجليزية: The Scientific Basis of the Art of Teaching)‏ (1978) و المكاسب الصعبة في العلوم السهلة (بالإنجليزية: Hard Gains in the Soft Sciences)‏ (1985). وفي نوفمبر 2008 صدر له آخر كتاب أنهاه قبل موته بوقت قليل تصور للتدريس (بالإنجليزية: A Conception of Teaching)‏.
منح عدة تكريمات منها زمالة غوغنهايم (1976-1977) وانتخاب لعضوية الأكاديمية الوطنية للتعليم (1979) جائزة ثورندايك لمساره في علم النفس التربوي (1986) ودكتوراه فخرية من جامعة لييج في بلجيكا (2001). وتوفي جراء سقوط له.

## عائلته
تزوج كايج مارغاريت ماجي بيوروز في 1942. ورزقوا بأربعة أطفال: طوم وإليزابيث وسارة وآني.

## قراءات أخرى
- Gage, N. L. (1963). The handbook of research on teaching. Chicago, IL, USA: Rand McNally.

| مناصب تربوية   | مناصب تربوية                                   | مناصب تربوية    |
| -------------- | ---------------------------------------------- | --------------- |
| سبقه والتر كوك | رئيس الجمعية الأمريكية لبحوث التدريس 1963-1964 | تبعه لي كورنباخ |